# Згорње Гамељне
Згорње Гамељне (словен. Zgornje Gameljne) је насељено место у градској општини Љубљана, Средњесловенска регија, Словенија.

## Историја
До територијалне реорганизације у Словенији било је у саставу града Љубљане, односно старе општине Шишка.

## Становништво
На попису становништва из 2021. године, Згорње Гамељне је имало 584 становника.
| Број становника према пописима | Број становника према пописима | Број становника према пописима | Број становника према пописима |
| ------------------------------ | ------------------------------ | ------------------------------ | ------------------------------ |
| 1991                           | 2002                           | 2011                           | 2021                           |
| 449                            | 488                            | 482                            | 584                            |

## Галерија
- руска дача
- река Гамељшчица